# Marko Livaja
Marko Livaja (Spalato, 26 agosto 1993) è un calciatore croato, attaccante dell'Hajduk Spalato.

## Carriera

### Club

#### Hajduk Spalato, Lugano e Cesena
Cresciuto nei settori giovanili di GOŠK K. Gomilica e Omladinac Vranjic, nel 2008 transita dalla Dinamo Zagabria prima di tornare a Spalato con i colori dell'Hajduk. Dopo una presenza in campionato con l'Hajduk Spalato nell'estate del 2010, nello stesso calciomercato viene messo sotto contratto dall'Inter che lo trasferisce al Lugano con cui, in gare amichevoli, fa qualche apparizione in prima squadra. Il 31 agosto 2011, sempre in prestito, passa alla società italiana del Cesena. Esordisce in Serie A il 16 ottobre, nel pareggio senza gol contro la Fiorentina.

#### Inter
Nel mercato invernale, fa ritorno all'Inter in cambio della metà del cartellino di Thomas Pedrabissi (che rimane nella Primavera nerazzurra). Con la squadra giovanile vince la NextGen Series e il Campionato di categoria, segnando il primo gol nella finale contro la Lazio (vinta per 3-2). L'esordio con i milanesi coincide con quello nelle coppe europee, poiché il 2 agosto 2012 scende in campo contro l'Hajduk Spalato nei preliminari di Europa League. Durante la fase a gironi della competizione mette a segno 4 gol, tra cui la prima doppietta da professionista.

#### Atalanta
Nel gennaio 2013 si trasferisce all'Atalanta nell'ambito dell'operazione che porta Schelotto a Milano. Il 24 febbraio realizza la prima doppietta in Serie A, non sufficiente agli orobici per evitare la sconfitta con la Roma (3-2). La prima stagione a Bergamo è segnata da fatti controversi, quali l'esclusione dalle convocazioni e l'aggressione al compagno di squadra Radovanović a cui sferra un pugno durante un allenamento.
Con la formazione bergamasca segna, in una stagione e mezzo, 6 gol complessivi, ma l'addio al club è caratterizzato da altri episodi negativi. Dopo una polemica con l'allenatore Colantuono, il croato mostra il dito medio alla tribuna e pubblica un post a sfondo razziale su Facebook insultando gli italiani. Lo stesso giocatore definirà negativo il rapporto con il tecnico.

#### Rubin Kazan e il prestito all'Empoli
Al termine della stagione 2013-14, viene ceduto al Rubin. Anche l'esperienza in Russia si dimostra poco proficua, a causa di una forma fisica scadente.
Nell'estate 2015 rientra all'Empoli, segnando un gol alla Fiorentina in campionato.

#### Las Palmas ed AEK Atene
Per la stagione 2016-2017 si accorda con gli spagnoli del Las Palmas. Al debutto nella Liga segna una doppietta contro il Valencia, sconfitto per 4-2. La parentesi iberica lo vede ancora protagonista di fatti negativi, chiudendo in anticipo il campionato per la squalifica di 5 giornate comminatagli dopo una spinta all'arbitro, che lo aveva appena espulso.
Nel luglio del 2017 firma invece con i greci dell'AEK Atene, distinguendosi ancora per comportamenti scorretti come il calcio rifilato in pieno petto ad un avversario.

#### Il ritorno a Spalato
Il 17 febbraio 2021, dopo 11 anni in giro per il mondo, torna nella città natia tra le file dell'Hajduk Spalato, squadra in cui si è formato calcisticamente.
Il 27 febbraio esordisce con i Majstori s mora nel derby dell'Adriatico vinto per 1-0 grazie ad un suo assist in favore di Umut Nayir. Il 2 marzo, negli ottavi di finale Coppa di Croazia contro il NK Zagabria, ha segnato su punizione la prima rete in una partita ufficiale con i Bili. Chiude il finale di stagione trascorso in Prva HNL con 6 reti e 7 assist in 15 presenze. Il 9 giugno viene ufficializzato il rinnovo del contratto fino all'estate 2024 e gli viene assegnato il numero 10 precedentemente appartenente a Mijo Caktaš. Il 12 settembre sigla una tripletta nel match terminato 1-3 contro l'Istria 1961.
Il 26 ottobre seguente in occasione dell'ottavo di finale di Coppa di Croazia mette a referto una tripletta e un assist in casa del Belišće (1-5).
Il 5 dicembre realizza una rete ed un assist in occasione del derby eterno vinto 0-2 contro la Dinamo Zagabria.
Il 20 dicembre viene nominato come migliore giocatore della 1.HNL per l'anno solare in corso, diventando così il primo membro dell'Hajduk ad essere insignito con tale premio.
Il 14 maggio segnando una doppietta nel match di campionato contro l'Istria 1961 (3-1) diventa, con 27 reti messe a referto, il marcatore più prolifico in una singola stagione della storia dell'Hajduk battendo il record lungo 87 anni appartenente a Leo Lemešić (26 reti). Una settimana più tardi, nell'ultima giornata di campionato, segna in casa della Dinamo Zagabria (3-1) l'unica rete dei spalatini affermandosi capocannoniere della competizione con 28 reti messe a referto. Il 26 maggio regala un assist a Dario Melnjak nella finale di Coppa di Croazia vinta contro il Rijeka (1-3). Il 14 giugno viene eletto miglior giocatore della stagione appena terminata del campionato croato. Il 14 luglio seguente prolunga il suo contratto con la squadra spalatina fino al 2027. Il 24 maggio 2023 alza la prima Coppa di Croazia con la fascia di capitano al braccio, la seconda consecutiva con i spalatini, grazie alla vittoria in finale contro il Sebenico dove trasforma il rigore per il definitivo 2-0. Quattro giorni dopo, durante l'ultima giornata di campionato con il Sebenico, timbra la sua centesima presenza in assoluto con l'Hajduk e conclude il campionato con 19 marcature all'attivo, ottenendo così il titolo di capocannoniere per il secondo anno consecutivo. Il 25 luglio 2024 mette a referto la sua prima marcatura europea con la maglia dell'Hajduk, segnando nella gara d'andata del secondo turno preliminare di Conference League vinta contro l'HB Tórshavn (2-0). Termina la stagione 2024-2025 vincendo per la terza volta la classifica marcatori della HNL, grazie alle 19 reti messe a segno, e viene inoltre eletto miglior giocatore della competizione.

### Nazionale
Ha giocato nella nazionale croata nel maggio 2008 con i ragazzi dell'Under-15 (4 presenze e 4 gol). La progressione racchiude sia la selezione Under-16 (6 presenze e 6 gol) sia l'Under-17 (20 presenze e 7 gol) per poi giocare con l'Under-18. Il 10 novembre 2011 esordisce con l'Under-19 nella partita contro i pari età della Finlandia, nella partita conclusasi 4-2 per la formazione croata. L'esordio con l'Under-21 avviene, in amichevole, il 5 febbraio 2013 contro i pari età dell'Olanda. Il 23 marzo dello stesso anno segna il suo primo gol in Under-21 nella partita vinta per 3-0 contro i pari età della Serbia. A giugno 2013 partecipa ai Mondiali Under-20, in Turchia; gioca da titolare nella prima partita del torneo, vinta per 1-0 contro l'Uruguay, venendo sostituito da Kruno Ivančić al 71'. Nella seconda giornata della fase a gironi, giocata contro l'Uzbekistan, al 65' mette a segno il gol del definitivo 1-1: si tratta del suo primo gol assoluto con la maglia dell'Under-20. Dopo essere rimasto in panchina nella terza ed ultima partita della fase a gironi, gioca da titolare nella partita persa per 2-0 contro il Cile negli ottavi di finale, che determina l'eliminazione della sua squadra dalla competizione.
Il 6 settembre 2018 fa il suo debutto nella nazionale maggiore, disputa tutto il primo tempo e parte del secondo tempo nell'amichevole pareggiata 1-1 in casa del Portogallo. Il 1º settembre 2021 torna a vestire in campo la casacca dei Vatreni dopo quasi tre anni dall'ultimo volta, subentra al 74' minuto al posto di Ivan Perišić nella partita pareggiata 0-0 in casa della Russia. Sei giorni dopo, al Poljud di Spalato, realizza la sua prima rete con la selezione croata nel successo per 3-0 contro la Slovenia.
Si ripete l'8 ottobre seguente, questa volta andando a segno nella vittoria esterna contro il Cipro (0-3). Il 26 settembre 2022 mette a segno su assist di Ivan Perišić la rete del momentaneo 1-2 nel match di Nations League, vinto in casa dell'Austria (1-3), e valevole per il passaggio nelle final four.
Il 9 novembre del 2022, viene inserito dal CT Zlatko Dalić nella lista dei convocati per i Mondiali di calcio in Qatar. Il 23 novembre fa il suo debutto nella massima competizione per nazionali subentrando al posto di Andrej Kramarić nella partita inaugurale del Gruppo F pareggiata contro il Marocco (0-0). Quattro giorni dopo, alla prima da titolare al Mondiale, segna la rete del momentaneo 2-1 nella vittoria contro il Canada (4-1).
Il 17 dicembre, nella finale per il terzo posto vinta 2-1 contro il Marocco, fornisce l'assist per il gol vittoria di Mislav Oršić.
Il 5 giugno 2023 viene inserito nella lista dei 23 convocati per la fase finale della UEFA Nations League 2022-2023. Il giorno stesso, durante un allenamento a porte aperte della nazionale presso lo Stadio Rujevica, viene preso di mira e insultato da un gruppo di spettatori, inducendolo così a lasciare il giorno seguente il ritiro dei Vatreni e a non prendere parte alla fase finale della competizione. L'8 ottobre seguente, nonostante la convocazione in vista delle partite di qualificazione agli Europei 2024 contro Turchia e Galles, annuncia ufficialmente il suo ritiro dalla nazionale.

## Statistiche

### Presenze e reti nei club
Statistiche aggiornate al 17 febbraio 2024.
| Stagione              | Squadra               | Campionato            | Campionato | Campionato | Coppe nazionali | Coppe nazionali | Coppe nazionali | Coppe continentali | Coppe continentali | Coppe continentali | Altre coppe | Altre coppe | Altre coppe | Totale | Totale |
| Stagione              | Squadra               | Comp                  | Pres       | Reti       | Comp            | Pres            | Reti            | Comp               | Pres               | Reti               | Comp        | Pres        | Reti        | Pres   | Reti   |
| --------------------- | --------------------- | --------------------- | ---------- | ---------- | --------------- | --------------- | --------------- | ------------------ | ------------------ | ------------------ | ----------- | ----------- | ----------- | ------ | ------ |
| 2011-gen. 2012        | Cesena                | A                     | 3          | 0          | CI              | 0               | 0               | -                  | -                  | -                  | -           | -           | -           | 3      | 0      |
| gen.-giu. 2012        | Inter                 | A                     | 0          | 0          | CI              | 0               | 0               | UCL                | 0                  | 0                  | SI          | -           | -           | 0      | 0      |
| 2012-gen. 2013        | Inter                 | A                     | 6          | 0          | CI              | 0               | 0               | UEL                | 7                  | 4                  | -           | -           | -           | 13     | 4      |
| Totale Inter          | Totale Inter          | Totale Inter          | 6          | 0          |                 | 0               | 0               |                    | 7                  | 4                  |             | -           | -           | 13     | 4      |
| gen.-giu. 2013        | Atalanta              | A                     | 11         | 2          | CI              | -               | -               | -                  | -                  | -                  | -           | -           | -           | 11     | 2      |
| 2013-2014             | Atalanta              | A                     | 20         | 2          | CI              | 3               | 2               | -                  | -                  | -                  | -           | -           | -           | 23     | 4      |
| Totale Atalanta       | Totale Atalanta       | Totale Atalanta       | 31         | 4          |                 | 3               | 2               |                    | -                  | -                  |             | -           | -           | 34     | 6      |
| 2014-2015             | Rubin Kazan           | PL                    | 11         | 0          | KR              | 2               | 1               | -                  | -                  | -                  | -           | -           | -           | 13     | 1      |
| 2015-2016             | Empoli                | A                     | 17         | 1          | CI              | 0               | 0               | -                  | -                  | -                  | -           | -           | -           | 17     | 1      |
| 2016-2017             | Las Palmas            | PD                    | 25         | 5          | CR              | 1               | 2               | -                  | -                  | -                  | -           | -           | -           | 26     | 7      |
| 2017-2018             | AEK Atene             | SL                    | 27         | 8          | CG              | 5               | 0               | UCL+UEL            | 2+8                | 0+2                | -           | -           | -           | 42     | 10     |
| 2018-2019             | AEK Atene             | SL                    | 25         | 7          | CG              | 8               | 4               | UCL                | 5                  | 1                  | -           | -           | -           | 38     | 12     |
| 2019-2020             | AEK Atene             | SL                    | 22+10      | 6+3        | CG              | 6               | 3               | UEL                | 4                  | 3                  | -           | -           | -           | 42     | 15     |
| 2020-feb. 2021        | AEK Atene             | SL                    | 17         | 3          | CG              | 1               | 0               | UEL                | 7                  | 2                  | -           | -           | -           | 25     | 5      |
| Totale AEK Atene      | Totale AEK Atene      | Totale AEK Atene      | 101        | 27         |                 | 20              | 7               |                    | 26                 | 8                  |             | -           | -           | 147    | 42     |
| feb.-giu. 2021        | Hajduk Spalato        | 1.HNL                 | 15         | 6          | CC              | 2               | 1               | UEL                | -                  | -                  | -           | -           | -           | 17     | 7      |
| 2021-2022             | Hajduk Spalato        | 1.HNL                 | 34         | 28         | CC              | 5               | 4               | UECL               | 1                  | 0                  | -           | -           | -           | 40     | 32     |
| 2022-2023             | Hajduk Spalato        | HNL                   | 34         | 19         | CC              | 4               | 2               | UECL               | 4                  | 0                  | SC          | 1           | 0           | 43     | 21     |
| 2023-2024             | Hajduk Spalato        | HNL                   | 25         | 10         | CC              | 3               | 2               | UECL               | 2                  | 0                  | SC          | 0           | 0           | 30     | 12     |
| Totale Hajduk Spalato | Totale Hajduk Spalato | Totale Hajduk Spalato | 108        | 63         |                 | 14              | 9               |                    | 7                  | 0                  |             | 1           | 0           | 130    | 72     |
| Totale carriera       | Totale carriera       | Totale carriera       | 302        | 100        |                 | 40              | 21              |                    | 40                 | 12                 |             | 1           | 0           | 383    | 133    |

### Cronologia presenze e reti in nazionale
| Cronologia completa delle presenze e delle reti in nazionale ― Croazia | Cronologia completa delle presenze e delle reti in nazionale ― Croazia | Cronologia completa delle presenze e delle reti in nazionale ― Croazia | Cronologia completa delle presenze e delle reti in nazionale ― Croazia | Cronologia completa delle presenze e delle reti in nazionale ― Croazia | Cronologia completa delle presenze e delle reti in nazionale ― Croazia | Cronologia completa delle presenze e delle reti in nazionale ― Croazia | Cronologia completa delle presenze e delle reti in nazionale ― Croazia |
| Data                                                                   | Città                                                                  | In casa                                                                | Risultato                                                              | Ospiti                                                                 | Competizione                                                           | Reti                                                                   | Note                                                                   |
| ---------------------------------------------------------------------- | ---------------------------------------------------------------------- | ---------------------------------------------------------------------- | ---------------------------------------------------------------------- | ---------------------------------------------------------------------- | ---------------------------------------------------------------------- | ---------------------------------------------------------------------- | ---------------------------------------------------------------------- |
| 6-9-2018                                                               | Lisbona                                                                | Portogallo                                                             | 1 – 1                                                                  | Croazia                                                                | Amichevole                                                             | -                                                                      | 57’                                                                    |
| 11-9-2018                                                              | Elche                                                                  | Spagna                                                                 | 6 – 0                                                                  | Croazia                                                                | UEFA Nations League 2018-2019 - 1º turno                               | -                                                                      | 71’                                                                    |
| 12-10-2018                                                             | Fiume                                                                  | Croazia                                                                | 0 – 0                                                                  | Inghilterra                                                            | UEFA Nations League 2018-2019 - 1º turno                               | -                                                                      | 80’                                                                    |
| 15-10-2018                                                             | Fiume                                                                  | Croazia                                                                | 2 – 1                                                                  | Giordania                                                              | Amichevole                                                             | -                                                                      | 64’                                                                    |
| 1-9-2021                                                               | Mosca                                                                  | Russia                                                                 | 0 – 0                                                                  | Croazia                                                                | Qual. Mondiali 2022                                                    | -                                                                      | 74’                                                                    |
| 4-9-2021                                                               | Bratislava                                                             | Slovacchia                                                             | 0 – 1                                                                  | Croazia                                                                | Qual. Mondiali 2022                                                    | -                                                                      | 55’                                                                    |
| 7-9-2021                                                               | Spalato                                                                | Croazia                                                                | 3 – 0                                                                  | Slovenia                                                               | Qual. Mondiali 2022                                                    | 1                                                                      | 58’                                                                    |
| 8-10-2021                                                              | Larnaca                                                                | Cipro                                                                  | 0 – 3                                                                  | Croazia                                                                | Qual. Mondiali 2022                                                    | 1                                                                      | 68’                                                                    |
| 11-10-2021                                                             | Osijek                                                                 | Croazia                                                                | 2 – 2                                                                  | Slovacchia                                                             | Qual. Mondiali 2022                                                    | -                                                                      | 67’                                                                    |
| 11-11-2021                                                             | Ta' Qali                                                               | Malta                                                                  | 1 – 7                                                                  | Croazia                                                                | Qual. Mondiali 2022                                                    | -                                                                      | 62’                                                                    |
| 14-11-2021                                                             | Spalato                                                                | Croazia                                                                | 1 – 0                                                                  | Russia                                                                 | Qual. Mondiali 2022                                                    | -                                                                      | 75’ 89’                                                                |
| 26-3-2022                                                              | Al Rayyan                                                              | Croazia                                                                | 1 – 1                                                                  | Slovenia                                                               | Amichevole                                                             | -                                                                      | 69’                                                                    |
| 29-3-2022                                                              | Al Rayyan                                                              | Croazia                                                                | 2 – 1                                                                  | Bulgaria                                                               | Amichevole                                                             | -                                                                      | 61’                                                                    |
| 25-9-2022                                                              | Vienna                                                                 | Austria                                                                | 1 – 3                                                                  | Croazia                                                                | UEFA Nations League 2022-2023 - 1º turno                               | 1                                                                      | 62’                                                                    |
| 23-11-2022                                                             | Al Khawr                                                               | Marocco                                                                | 0 – 0                                                                  | Croazia                                                                | Mondiali 2022 - 1º turno                                               | -                                                                      | 71’                                                                    |
| 27-11-2022                                                             | Doha                                                                   | Croazia                                                                | 4 – 1                                                                  | Canada                                                                 | Mondiali 2022 - 1º turno                                               | 1                                                                      | 60’                                                                    |
| 1-12-2022                                                              | Al Rayyan                                                              | Croazia                                                                | 0 – 0                                                                  | Belgio                                                                 | Mondiali 2022 - 1º turno                                               | -                                                                      | 64’                                                                    |
| 4-12-2022                                                              | Al Wakrah                                                              | Croazia                                                                | 1 – 1 dts (4 – 2 dtr)                                                  | Giappone                                                               | Mondiali 2022 - Ottavi di finale                                       | -                                                                      | 106’                                                                   |
| 13-12-2022                                                             | Lusail                                                                 | Argentina                                                              | 3 – 0                                                                  | Croazia                                                                | Mondiali 2022 - Semifinale                                             | -                                                                      | 72’                                                                    |
| 17-12-2022                                                             | Al Rayyan                                                              | Croazia                                                                | 2 – 1                                                                  | Marocco                                                                | Mondiali 2022 - Finale 3º posto                                        | -                                                                      | 66’                                                                    |
| 25-3-2023                                                              | Spalato                                                                | Croazia                                                                | 1 – 1                                                                  | Galles                                                                 | Qual. Euro 2024                                                        | -                                                                      | 53’                                                                    |
| Totale                                                                 |                                                                        | Presenze                                                               | 21                                                                     |                                                                        | Reti                                                                   | 4                                                                      |                                                                        |

| Cronologia completa delle presenze e delle reti in nazionale ― Croazia under 21 | Cronologia completa delle presenze e delle reti in nazionale ― Croazia under 21 | Cronologia completa delle presenze e delle reti in nazionale ― Croazia under 21 | Cronologia completa delle presenze e delle reti in nazionale ― Croazia under 21 | Cronologia completa delle presenze e delle reti in nazionale ― Croazia under 21 | Cronologia completa delle presenze e delle reti in nazionale ― Croazia under 21 | Cronologia completa delle presenze e delle reti in nazionale ― Croazia under 21 | Cronologia completa delle presenze e delle reti in nazionale ― Croazia under 21 |
| Data                                                                            | Città                                                                           | In casa                                                                         | Risultato                                                                       | Ospiti                                                                          | Competizione                                                                    | Reti                                                                            | Note                                                                            |
| ------------------------------------------------------------------------------- | ------------------------------------------------------------------------------- | ------------------------------------------------------------------------------- | ------------------------------------------------------------------------------- | ------------------------------------------------------------------------------- | ------------------------------------------------------------------------------- | ------------------------------------------------------------------------------- | ------------------------------------------------------------------------------- |
| 5-2-2013                                                                        | Pola                                                                            | Croazia under 21                                                                | 2 – 3                                                                           | Paesi Bassi under 21                                                            | Amichevole                                                                      | -                                                                               | 73’                                                                             |
| 24-3-2013                                                                       | Varaždin                                                                        | Croazia under 21                                                                | 3 – 0                                                                           | Svezia under 21                                                                 | Amichevole                                                                      | 1                                                                               | 29’ 87’                                                                         |
| 2-6-2013                                                                        | Rio Maior                                                                       | Portogallo under 21                                                             | 2 – 0                                                                           | Croazia under 21                                                                | Amichevole                                                                      | -                                                                               |                                                                                 |
| 10-10-2014                                                                      | Wolverhampton                                                                   | Inghilterra under 21                                                            | 2 – 1                                                                           | Croazia under 21                                                                | Qual. Europeo Under-21 2015                                                     | 1                                                                               | 70’                                                                             |
| 14-10-2014                                                                      | Vinkovci                                                                        | Croazia under 21                                                                | 1 – 2                                                                           | Inghilterra under 21                                                            | Qual. Europeo Under-21 2015                                                     | 1                                                                               |                                                                                 |
| Totale                                                                          |                                                                                 | Presenze                                                                        | 5                                                                               |                                                                                 | Reti                                                                            | 3                                                                               |                                                                                 |

| Cronologia completa delle presenze e delle reti in nazionale ― Croazia under 20 | Cronologia completa delle presenze e delle reti in nazionale ― Croazia under 20 | Cronologia completa delle presenze e delle reti in nazionale ― Croazia under 20 | Cronologia completa delle presenze e delle reti in nazionale ― Croazia under 20 | Cronologia completa delle presenze e delle reti in nazionale ― Croazia under 20 | Cronologia completa delle presenze e delle reti in nazionale ― Croazia under 20 | Cronologia completa delle presenze e delle reti in nazionale ― Croazia under 20 | Cronologia completa delle presenze e delle reti in nazionale ― Croazia under 20 |
| Data                                                                            | Città                                                                           | In casa                                                                         | Risultato                                                                       | Ospiti                                                                          | Competizione                                                                    | Reti                                                                            | Note                                                                            |
| ------------------------------------------------------------------------------- | ------------------------------------------------------------------------------- | ------------------------------------------------------------------------------- | ------------------------------------------------------------------------------- | ------------------------------------------------------------------------------- | ------------------------------------------------------------------------------- | ------------------------------------------------------------------------------- | ------------------------------------------------------------------------------- |
| 10-10-2012                                                                      | Portogruaro                                                                     | Italia under 20                                                                 | 4 – 2                                                                           | Croazia under 20                                                                | Amichevole                                                                      | -                                                                               |                                                                                 |
| 7-2-2013                                                                        | Umago                                                                           | Croazia under 20                                                                | 3 – 1                                                                           | Italia under 20                                                                 | Amichevole                                                                      | -                                                                               | 51’ 79’                                                                         |
| 29-5-2013                                                                       | Metković                                                                        | Croazia under 20                                                                | 0 – 0                                                                           | Montenegro under 20                                                             | Amichevole                                                                      | -                                                                               |                                                                                 |
| 17-6-2013                                                                       | Adalia                                                                          | Croazia under 20                                                                | 1 – 2                                                                           | Paraguay under 20                                                               | Amichevole                                                                      | -                                                                               | 69’                                                                             |
| 23-6-2013                                                                       | Bursa                                                                           | Uruguay under 20                                                                | 0 – 1                                                                           | Croazia under 20                                                                | Mondiali Under-20 2013 - Fase a gironi                                          | -                                                                               | 1’ 75’                                                                          |
| 26-6-2013                                                                       | Bursa                                                                           | Croazia under 20                                                                | 1 – 1                                                                           | Uzbekistan under 20                                                             | Mondiali Under-20 2013 - Fase a gironi                                          | 1                                                                               | 85’                                                                             |
| 3-7-2013                                                                        | Bursa                                                                           | Croazia under 20                                                                | 0 – 2                                                                           | Cile under 20                                                                   | Mondiali Under-20 2013 - Ottavi di finale                                       | -                                                                               |                                                                                 |
| Totale                                                                          |                                                                                 | Presenze                                                                        | 7                                                                               |                                                                                 | Reti                                                                            | 1                                                                               |                                                                                 |

| Cronologia completa delle presenze e delle reti in nazionale ― Croazia under 19 | Cronologia completa delle presenze e delle reti in nazionale ― Croazia under 19 | Cronologia completa delle presenze e delle reti in nazionale ― Croazia under 19 | Cronologia completa delle presenze e delle reti in nazionale ― Croazia under 19 | Cronologia completa delle presenze e delle reti in nazionale ― Croazia under 19 | Cronologia completa delle presenze e delle reti in nazionale ― Croazia under 19 | Cronologia completa delle presenze e delle reti in nazionale ― Croazia under 19 | Cronologia completa delle presenze e delle reti in nazionale ― Croazia under 19 |
| Data                                                                            | Città                                                                           | In casa                                                                         | Risultato                                                                       | Ospiti                                                                          | Competizione                                                                    | Reti                                                                            | Note                                                                            |
| ------------------------------------------------------------------------------- | ------------------------------------------------------------------------------- | ------------------------------------------------------------------------------- | ------------------------------------------------------------------------------- | ------------------------------------------------------------------------------- | ------------------------------------------------------------------------------- | ------------------------------------------------------------------------------- | ------------------------------------------------------------------------------- |
| 4-10-2011                                                                       | Sezimovo Ústí                                                                   | Rep. Ceca under 19                                                              | 2 – 2                                                                           | Croazia under 19                                                                | Amichevole                                                                      | -                                                                               | 67’                                                                             |
| 6-10-2011                                                                       | Soběslav                                                                        | Rep. Ceca under 19                                                              | 3 – 2                                                                           | Croazia under 19                                                                | Amichevole                                                                      | -                                                                               | 65’ 75’                                                                         |
| 10-11-2011                                                                      | Gendt                                                                           | Croazia under 19                                                                | 4 – 2                                                                           | Finlandia under 19                                                              | Qual. Europeo Under-19 2012                                                     | 2                                                                               |                                                                                 |
| 12-11-2011                                                                      | Doetinchem                                                                      | Moldavia under 19                                                               | 0 – 4                                                                           | Croazia under 19                                                                | Qual. Europeo Under-19 2012                                                     | -                                                                               | 58’                                                                             |
| 15-11-2011                                                                      | Gendt                                                                           | Croazia under 19                                                                | 0 – 0                                                                           | Paesi Bassi under 19                                                            | Qual. Europeo Under-19 2012                                                     | -                                                                               | 83’ 85’                                                                         |
| 25-5-2012                                                                       | Zaprešić                                                                        | Croazia under 19                                                                | 2 – 2                                                                           | Austria under 19                                                                | Qual. Europeo Under-19 2012                                                     | -                                                                               | 66’ 80’                                                                         |
| 30-5-2012                                                                       | Zagabria                                                                        | Croazia under 19                                                                | 2 – 0                                                                           | Bosnia ed Erzegovina under 19                                                   | Qual. Europeo Under-19 2012                                                     | -                                                                               | 63’                                                                             |
| Totale                                                                          |                                                                                 | Presenze                                                                        | 7                                                                               |                                                                                 | Reti                                                                            | 2                                                                               |                                                                                 |

## Palmarès

### Club

#### Competizioni giovanili
- Campionato Primavera: 1

Inter: 2011-2012
- NextGen Series: 1

Inter: 2011-2012

#### Competizioni nazionali
- Campionato greco: 1

AEK Atene: 2017-2018
- Coppa di Croazia: 2

Hajduk Spalato: 2021-2022, 2022-2023

### Individuale
- Capocannoniere del campionato croato: 3

2021-2022 (28 gol), 2022-2023 (19 gol), 2024-2025 (19 gol)